# Valeur notionnelle
Le notionnel  (ou valeur notionnelle) d’un instrument financier est le nominal ou la valeur faciale utilisée pour calculer les paiements effectués sur cet instrument. En général, ce montant ne fait pas lui-même l’objet d’une transaction.

## Explication
Dans le cadre d'un swap de taux d'intérêt par exemple, le notionnel est la valeur, non échangée, utilisée pour calculer les paiements. Cette valeur est fixée à la création du contrat entre les deux parties.
Si l'on compare une obligation et un swap de taux d'intérêt :
- Avec une obligation, l'acheteur paie le montant du principal à l'émission (début), puis reçoit des coupons (calculés à partir de ce montant principal) tout au long de la vie de l’obligation, et enfin reçoit le remboursement du principal à maturité (fin).
- Avec un swap, aucun principal n'est échangé. Entre la date d'effet et l'échéance du contrat, des intérêts sont versés sur la base du montant notionnel.

## Exemples

### Swapsde taux d’intérêt
Avec un swap de taux d'intérêt, le notionnel est le montant utilisé pour calculer le montant des intérêts à verser. On applique le taux de chaque période au notionnel pour déterminer le montant et la devise que la contrepartie doit payer.

### Total return swaps
Avec un total return swap typique, l’une des parties paie à l’autre un taux fixe ou flottant multiplié par un notionnel plus, le cas échéant, une dépréciation du notionnel du sous-jacent, et l’autre partie paiera, le cas échéant, l’appréciation du notionnel du sous-jacent.  Par exemple, supposons que le sous-jacent soit l’indice CAC-40.  A paiera à B l’EURIBOR fois le notionnel de 100 € plus la dépréciation éventuelle de l’investissement d’un notionnel de 100 € dans l’indice CAC-40.  B paiera à A l’appréciation éventuelle de ce même investissement de notionnel dans l’indice CAC-40.

### Stock options
Les actions disposent elles aussi d’un notionnel, appelé nominal.
Acheter, par exemple, des options d’achat d’actions permet d’acquérir un plus grand nombre d’actions que le simple achat d’actions pour le même montant (la somme du prix d’achat et du prix d’exercice de l’option étant généralement inférieure à la valeur faciale de l’action ainsi obtenue). La valeur notionnelle de l’option est la valeur que les options permettent d’acquérir en les exerçant, plutôt que la valeur d’échange de l’option.
Ainsi, par exemple, acheter 100 options d’achat d’actions au prix d’exercice de 60 €, pour une action échangée à 60 €, permet d’acquérir pour 6 000 € d’actions (1 option par action * quantité 100 * 60 €). Si acquérir ces options ne vous coûte que 5 € pièce (soit un total de 500 €), alors le levier obtenu est de 6 000 € / 500 € = 12 fois. Si ensuite le prix de l’action passe à 70 €, le notionnel des 100 options passe à 7 000 € (moins le coût d’acquisition de l’option et le différentiel de commission).

### Dérivés de change
Les dérivés de change (forwards, options) ont deux notionnels, un dans chaque devise sous-jacente.
Par exemple, acheter une option d’achat sur du change EUR/JPY avec un strike à 110 permet de payer 100 EUR et de recevoir 110 x 100 = 11 000 JPY. Le notionnel EUR est donc de 100 EUR, et le notionnel  JPY est de 11 000 JPY.
Le ratio des notionnels est exactement égal au strike. Changer le strike implique donc de changer l’un ou l’autre des notionnels. Par exemple, si le strike passe à 100, et que le notionnel EUR est fixé à 100, alors le notionnel JPY passe à 10 000 : le même montant en EUR sera payé, et moins de JPY seront reçus. Inversement, si le notionnel JPY est fixé à 11 000, alors le notionnel EUR devra passer à 110 : il faudra payer un montant en EUR plus élevé pour recevoir le même montant en JPY.
Quand on se couvre sur une exposition en devise étrangère (par exemple, une activité d’une entreprise européenne pour un montant de 11 000 JPY), c’est le notionnel en devise étrangère qui doit être fixé.

### Fonds indiciels cotés
Un fonds indiciel coté (ETF en anglais) est un type de fonds de placement en valeurs mobilières qui reproduit la performance d’un indice boursier (ou « fonds indiciel »), d’un actif ou de tout titre négociable sur un marché. Il repose sur des produits dérivés (en particulier des futures) pour reproduire la position, plutôt que sur l’indice, l’action ou le titre en question.
Les fonds indiciels cotés avec levier, en particulier ceux de type fonds indiciel coté inverse (en) (ou ETF inverse), ont la propriété peu courante de voir leur notionnel changer tous les jours, du pourcentage opposé au pourcentage de variation de l’actif sous-jacent. Par exemple, si l’actif voit sa valeur baisser de 20%, alors la valeur de l’ETF inverse augmente de 20%. Si l’actif voit ensuite sa valeur augmenter de 25%, alors la valeur de l’ETF inverse baisse ensuite de 25%.